# Martinet blavós
El martinet blavós (Egretta caerulea) és una espècie d'ocell de la família dels ardèids (Ardeidae) que habita aiguamolls, llacs, rierols i manglars des de l'est i sud-est dels Estats Units i nord-oest de Mèxic, cap al sud, a través de Mèxic, Amèrica Central i les Antilles, fins a Amèrica del Sud, a la llarga de la costa nord, el baix curs de l'Amazones, Brasil oriental, i ambdues vessants dels Andes fins al nord de Xile i el nord de Bolívia.